# Bauengineering Holding
Die Bauengineering Holding AG mit Sitz in St. Gallen ist ein Schweizer Immobilienunternehmen. Sie ist in der Entwicklung, Realisierung und Nutzung von Dienstleistungs- und Verwaltungs-, Gewerbe- und Industrie- sowie Wohn- und öffentliche Bauten tätig.
Innerhalb der Unternehmensgruppe ist die Swissbuilding für die Immobilienstrategie, die Projektentwicklung, die Nutzungskonzepte sowie die Finanzierungsmodelle zuständig. Die Bauvorhaben werden von der Bauengineering als General- und Totalunternehmerin realisiert, während die Vermarktung, Verwaltung und Bewirtschaftung der Liegenschaften sowie das Facilitymanagement durch die Domo besorgt wird.
Die Unternehmensgruppe beschäftigt mehr als 80 Mitarbeiter und erwirtschaftete 2006 einen Umsatz von 294 Millionen Schweizer Franken.

## Geschichte
Das Unternehmen wurde 1992 als Bauengineering AG durch Peter Mettler, Ernst Gautschi und Klauspeter Nüesch gegründet. Als Sitz diente die frühere Bauabteilung des Flughafengebäudes Altenrhein. Nachdem 1993 die ersten Aufträge als Generalunternehmerin ausgeführt wurden, trat Bauengineering 1995 erstmals als Totalunternehmerin auf.
1997 wurden die Besitzverhältnisse neu verteilt. Hierbei verkaufte Ernst Gautschi seinen Anteil. Neben Mettler und Nüesch trat als neuer Aktionär Peter Möhl bei. Dieser trat 2004 jedoch wieder aus dem Unternehmen aus. 1999 wurde die Mettler Möhl Bauentwicklungsgesellschaft GmbH (heute Swissbuilding Concept AG) gegründet, mit dem Ziel, 50 Prozent Eigenentwicklungen zu realisieren. Gleichzeitig wurde der Gruppe eine Holdingstruktur verliehen und ein Jahr später der Sitz nach St. Gallen verlegt. In der Folge dehnte das Unternehmen seine Geschäftstätigkeit über die Ostschweiz hinaus und eröffnete neue Standorte in Basel, Bern, Chur, Zürich, Zug und Schaan.